# Russian Anonymous Marketplace
Russian Anonymous Marketplace o RAMP era un fòrum en rus amb usuaris que venien una gran varietat de drogues a la web fosca.
Amb més de 14.000 membres, el lloc feia servir Tor i també algunes funcions de garantia, com ara mercats darknet similars a Silk Road, però, en canvi, moltes ofertes es realitaven fora del lloc mitjançant missatgeria fora del registre. Fou el mercat de la web fosca més longeu, que va des del setembre del 2012 fins al juliol del 2017, inspirat en l'èxit de la Silk Road.
L'administrador que operava amb el pseudònim "Darkside", afirmà que el lloc web guanyava uns 250.000 dòlars anuals i evità l'atenció de les forces de l'ordre a causa de la seva base d'usuaris russa predominant i la seva prohibició de la venda de béns i serveis com la pirateria informàtica.
Des del juliol de 2017, els usuaris no van poder iniciar sessió a causa dels atacs DDOS. El 19 de setembre de 2017, el Ministeri de l'Interior de Rússia va confirmar que el lloc havia estat cancel·lat al juliol.